# Комсомольский сельский округ (Северо-Казахстанская область)
Комсомольский сельский округ (каз. Комсомол ауылдық округі) — административная единица в составе Тимирязевского района Северо-Казахстанской области Казахстана. Административный центр и единственный населённый пункт — село Комсомольское.
Население — 567 человек (2009, 949 в 1999, 1317 в 1989).
Динамика численности населения
| Численность населения | Численность населения | Численность населения |
| 1989                  | 1999                  | 2009                  |
| --------------------- | --------------------- | --------------------- |
| 1317                  | ↘949                  | ↘567                  |

## Этнокультурное объединение
С 17 апреля 2006 года в округе функционирует немецкий этнокультурный центр "Susana".

## История
Комсомольский сельский совет образован 4 июня 1954 года. 12 января 1994 года постановлением главы Северо-Казахстанской областной администрации образован Комсомольский сельский округ.
Село Первомайское было ликвидировано в 2013 году.

## Состав
В состав округа входят такие населённые пункты:
| Населённый пункт    | Население, человек (1989) | Население, человек (1999) | Население, человек (2009) |
| ------------------- | ------------------------- | ------------------------- | ------------------------- |
| Комсомольское, село | 1157                      | 886                       | 567                       |
| Первомайское, село  | 160                       | 63                        | 0                         |